# 사토 아이
사토 아이(일본어: 佐藤 愛, 1984년 4월 10일 ~ )는 일본의 여자 축구 선수이다.

## 구단 경력
나데시코 리그의 이가 FC 구노이치에서 활동했다.

## 국가대표팀 경력
그녀는 2002년 FIFA U-19 세계 여자 축구 선수권 대회에 참가할 일본 U-19 국가대표팀에 발탁되었다.